# Carl Remigius Fresenius
Carl Remigius Fresenius (Frankfurt am Main, 28 december 1818 - Wiesbaden, 11 juni 1897) was een Duits scheikundige, bekend voor zijn bijdragen aan de analytische chemie. Zijn leerboeken over kwalitatieve analyse en kwantitatieve analyse uit 1841 resp. 1846 werden standaardwerken die meerdere herdrukken kenden en in vele talen zijn vertaald. Carel Frederik Donnadieu vertaalde ze naar het Nederlands.
Het eerste leerboek, Anleitung zur quantitativen chemischen Analyse, verscheen reeds toen hij nog studeerde aan de universiteit van Bonn. Hij was dan van 1842 tot 1845 een assistent van Justus von Liebig aan de universiteit van Giessen. In 1843 werd hij privatdozent. In 1845 werd hij hoogleraar chemie, fysica en technologie in Wiesbaden, waar hij in 1848 naar het voorbeeld van Justus von Liebig een eigen scheikundig laboratorium oprichtte.
Hij stichtte in 1862 het Zeitschrift für Analytische Chemie, waarvan hij eindredacteur was tot zijn overlijden. Het was het eerste wetenschappelijk tijdschrift voor analytische scheikunde. In het Zeitschrift publiceerde Fresenius onder meer artikels over de analyse van mineraalwater en ruwijzer.
Zijn zonen Remigius Heinrich en Wilhelm Theodor Fresenius zetten zijn werk voort, zowel in het laboratorium als bij het tijdschrift.
Fresenius had verschillende gekende doctoraatsstudenten, waaronder Albert Reychler.